# 닌자 거북이 (영화)
《닌자 거북이》(영어: Teenage Mutant Ninja Turtles)는 1990년 개봉한 미국의 슈퍼히어로 영화로, 동명 만화 작품이 원작이다.
속편 《어메이징 닌자》(1991)로 이어진다.

## 줄거리
뉴욕. 방송국 기자 에이프릴 오닐은 도시 내에 유사한 수법을 쓰는 절도 사건이 급증했다고 보도한다. 그 밤에 에이프릴은 강도를 맞닥뜨리지만 닌자 거북이의 도움으로 위기에서 벗어난다.
레오나르도, 도나텔로, 미켈란젤로, 라파엘로 구성된 닌자 거북이, 그리고 쥐 사부 스플린터는 한때 평범한 동물이었으나 신비한 화학 물질로 인해 사람 형태의 돌연변이가 되었고, 하수도에서 은신하며 둔갑술(忍術)을 훈련하고 있다.
후속 보도에서 에이프릴이 연쇄 절도 용의자로 풋 클랜을 지목하자 풋 클랜 행동대원들이 지하철에서 에이프릴을 공격한다. 라파엘이 나타나 이들을 물리친 뒤 정신을 잃은 에이프릴을 은신처에 데려온다.
깨어난 에이프릴이 어리둥절해하자 닌자 거북이들은 자신들을 소개하는 시간을 가지며 친목을 다진 뒤 에이프릴을 집에 데려다 준다. 그 사이 스플린터가 납치된다.
납치에서 풀려난 스플린터는 옥상에서 슈레더와 대면해 그의 정체를 밝힌다. 과거 스플린터는 돌연변이를 일으키기 전에 닌자 하마토 요시가 키우는 애완쥐였으며, 어깨 너머로 둔갑술을 깨우쳤다. 하마토 요시는 동료 닌자 오로쿠 사키와 경쟁 관계였는데, 탕션이란 여성이 하마토 요시를 택하자 오로쿠 사키는 둘이 살던 집에 침입하여 둘을 모두 살해했다. 분노한 스플린터는 오로쿠 사키에게 덤벼 볼을 찢었고, 오로쿠 사키는 가타나로 스플린터의 귀를 하나 날려 버렸다. 그 오로쿠 사키가 바로 슈레더였던 것.
둘의 대결 결과 슈레더가 건물 근처에 주차돼 있던 쓰레기 수거 트럭 안으로 떨어지고, 닌자 거북이를 도와 온 자경단 케이시가 트럭 분쇄 압축기를 작동시킨다. 경찰은 풋 클랜 행동대원들을 체포하고 장물을 회수한다.

## 출연진

### 실물
- 주디스 호그 - 에이프릴 오닐 역
- 엘리어스 커테이어스 - 케이시 존스 역
- 제이 패터슨 - 찰스 페닝턴 역: 에이프릴의 상사.
- 마이클 터니 - 대니 페닝턴 역: 찰스 아들. 풋클랜 지망.
- 제임스 사이토 - 오로쿠 사키 / 슈레더 역
- 샘 록웰 - 폭력배 대장 역: 슈레더 추종자.
- 스키트 얼리치 - 풋 클랜 역
- 스콧 울프 - 풋 클랜 역
- 케빈 이스트먼 - 쓰레기 수거인 역

### 목소리
- 브라이언 토치 - 레오나르도 역
- 조시 파이스 - 라파엘 역
- 코리 펠드먼 - 도나텔로 역
- 로비 리스트 - 미켈란젤로 역
- 케빈 클래시 - 스플린터 역
- 데이비드 매캐런 - 오로쿠 사키 / 슈레더 역
- 마이클 매코너히 - 다쓰(타추) 역: 슈레더의 부관.

### 인형탈 연기
- 데이비드 포먼 - 레오나르도 역
- 리프 틸든 - 도나텔로 역
  - 어니 레예스 주니어 - 도나텔로 역 (무술 스턴트)
- 조시 파이스 - 라파엘 역
- 케빈 클래시 - 스플린터  역 (인형 조종)

## 기타 제작진
- 미술: 로이 포지 스미스
- 의상: 존 헤이